# Dicercomorpha fasciata
Dicercomorpha fasciata es una especie de escarabajo barrenador metálico del género Dicercomorpha, categorizada en la tribu Dicercini, de la subfamilia Chrysochroinae. Fue descrita por Waterhouse en 1913.
Fue publicada en Waterhouse C. O. Observations on Coleoptera of the family Buprestidae, with descriptions of new species. The Annals and Magazine of Natural History (8) 12:181-184. (1913). Se distribuye por la región indomalaya.